# Rhopalomyia iwatensis
Rhopalomyia iwatensis är en tvåvingeart som beskrevs av Shinji 1938. Rhopalomyia iwatensis ingår i släktet Rhopalomyia och familjen gallmyggor. Inga underarter finns listade i Catalogue of Life.